# J Alvarez
Javad David Álvarez Fernández (născut la 13 decembrie 1983 la Rio Piedras, Puerto Rico) este artistic cunoscut sub numele de J Alvarez, cântăreț reggaeton din Puerto Rico, cel mai bine cunoscut pentru single-uri precum "Junto Al Amanecer", "La Pregunta" și "Esa Boquita".

## Carieră
J Alvarez sa născut în Rio Piedras, Puerto Rico la 13 decembrie 1983. Ambii părinți sunt din Republica Dominicană. Când Alvarez avea 12 ani, el cântase în fața câtorva dintre colegii și profesorii săi, primul său cântec "Lo Que Ella Trae". A ascultat mulți artiști din genul reggaeton și a plătit mult respect artiștilor Tego Calderon și Benji Gonzalez [2]. Apoi, prin vărul său, sa întâlnit cu DJ Nelson și o chimie de lucru a apărut curând între cei doi. Apoi a fost semnat pentru Flow Music în 2009. Mai târziu în acel an, a fost lansat albumul de debut El Dueño Del Sistema. O ediție specială a fost lansată mai târziu pe 7 ianuarie 2010. Otro Nivel De Musica, al doilea album de studio lansat pe 20 septembrie 2011 și prezentat la single-ul "La Pregunta". O ediție specială a fost lansată mai târziu la 1 mai 2012, intitulată Otro Nivel De Musica Reloaded. Acest album a fost foarte bine primit printre fani și a fost nominalizat la cel mai bun album de muzică urbană la Premiile Grammy Latin din 2012 [3].
"De Camino Pa 'La Cima" Edit.
Pe 18 februarie 2015, el a lansat al treilea album de studio intitulat De Camino Pa 'La Cima, care va debuta la # 2 în cea de-a doua săptămână a albumului Top Latin. [4] Are colaborări de la Mackie, Zion și Daddy Yankee.

## Discografie

### Albume
- 2009: "El Dueño Del Sistema".
- 2011: Otro Nivel De Música.
- 2012: Otro Nivel de Musica Reloaded.
- 2014: De Camino Pa' La Cima.
- 2015: De Camino Pa' La Cima Reloaded.
- 2016: Big Yauran.
- 2018: La Fama Que Camina
- 2019: La Fama Que Camina vol 1.5
- 2022: El Toque de Midas
- 2023: Barrio Colombia

### Mixtapes
- 2009: El Dueño Del Sistema.
- 2009: El Dueño del Sistema: Special Edition.
- 2010: El Movimiento: The Mixtape.
- 2012: Imperio Nazza: J Alvarez Edition.
- 2015: Le Canta Al Amor.
- 2015: La Fama Que Camina RD
- 2015: Global Service con Carlitos Rossy & Pancho & Castel
- 2015: La Fama Que Camina (Solo Por J Alvarez App)
- 2016: J Alvarez Desde Puerto Rico Live
- TBA: Global Service - Priority Access